# Lucania parva
Lucania parva är en fiskart som först beskrevs av Baird och Girard, 1855.  Lucania parva ingår i släktet Lucania och familjen Fundulidae. Inga underarter finns listade i Catalogue of Life.